# Hofmark Andermannsdorf
Die Hofmark Andermannsdorf war eine geschlossene Hofmark mit Sitz in Andermannsdorf, heute ein Gemeindeteil von Hohenthann im niederbayerischen Landkreis Landshut.
In den ersten Jahrhunderten gehörte die Hofmark im Pfleggericht Kirchberg den Anderwoltsdorfern, später verschiedenen anderen Herren.